# Liste der Meistermannschaften von Deportivo Guadalajara
Die nachfolgende Liste enthält alle Meistermannschaften von Deportivo Guadalajara in der mexikanischen Primera División:
| Nr. | Spielzeit     | Meisterschaft gewonnen gegen                                                 | Torschützen                                                                                               | Meistermannschaft | weitere Spieler im Kader | Trainer                 |
| --- | ------------- | ---------------------------------------------------------------------------- | --- | --- | --- | ----------------------- |
| 01  | 1956/57       | 1:0 gegen Irapuato im Parque Oblatos am 3. Januar 1957                       | Salvador Reyes                                                                                            | Jaime el Tubo Gómez – Pedro el Chato Nuño, Guillermo el Tigre Sepúlveda, José el Jaimaicón Villegas – Juan el Bigotón Jasso, Francisco "Panchito" Flores – Isidoro el Chololo Díaz, Salvador Chava Reyes, Crescencio el Mellone Gutiérrez, Sabás Ponce, Raúl la Pina Arellano                                       | Ángel el Chato Vázquez, Tomás Balcázar, Sergio Pacheco Otero | Donaldo Ross            |
| 02  | 1958/59       | 4:0 gegen Atlante im Parque Oblatos am 8. Januar 1959                        | Salvador Reyes (2), Raúl Arellano, Juan Jasso                                                             | Jaime el Tubo Gómez – Narciso el Chicho López, Pedro el Chato Nuño, José el Jaimaicón Villegas – Juan el Bigotón Jasso, José el Chivo Cázares – Isidoro el Chololo Díaz, Salvador Chava Reyes, Héctor el Chale Hernández, Sabás Ponce, Raúl la Pina Arellano                                                        | Francisco "Panchito" Flores, Crescencio el Mellone Gutiérrez, Antonio el Barbitas Cuéllar, José Luis el Niño Cuéllar, Gabriel Martín del Campo, Salvador Lima, Jesús Mercado, Francisco Casillas | Árpád Fekete            |
| 03  | 1959/60       | 3:2 gegen Necaxa im Parque Oblatos am 27. Dezember 1959                      | Salvador Reyes, Héctor Hernández, De la Mora (Necaxa, Eigentor)                                           | Jaime el Tubo Gómez – Narciso el Chicho López, Pedro el Chato Nuño, José el Jaimaicón Villegas – Juan el Bigotón Jasso, José el Chivo Cázares – Isidoro el Chololo Díaz, Salvador Chava Reyes, Héctor el Chale Hernández, Sabás Ponce, Raúl la Pina Arellano                                                        | Francisco "Panchito" Flores, Guillermo el Tigre Sepúlveda, Crescencio el Mellone Gutiérrez, Salvador Lima, José Luis de la Torre, Agustín Moreno | Árpád Fekete            |
| 04  | 1960/61       | 3:2 gegen Toluca im Estadio Jalisco am 22. Dezember 1960                     | Salvador Reyes, Crescencio Gutiérrez, Romero (Toluca, Eigentor)                                           | Jaime el Tubo Gómez – Arturo el Cura Chaires, Guillermo el Tigre Sepúlveda, José el Jaimaicón Villegas – Javier Valle, Francisco "Panchito" Flores, Isidoro el Chololo Díaz, Salvador Chava Reyes, Crescencio el Mellone Gutiérrez, Sabás Ponce, Francisco Jara                                                     | José Luis el Niño Cuéllar, Juan el Bigotón Jasso, Agustín Moreno, Héctor el Chale Hernández, Miguel el Chilaquil López, Javier el Cabo Valdivia, Rubén Ceja, Ignacio Sevilla, Raúl la Pina Arellano, Raúl de Alba | Javier de la Torre      |
| 05  | 1961/62       | 1:0 gegen Toluca am 24. Dezember 1961                                        | Sabás Ponce                                                                                               | Jaime el Tubo Gómez – Arturo el Cura Chaires, Ignacio Sevilla, José el Jaimaicón Villegas – Juan el Bigotón Jasso, Javier Valle – Isidoro el Chololo Díaz, Salvador Chava Reyes, Javier el Cabo Valdivia, Sabás Ponce, Raúl la Pina Arellano                                                                        | Francisco Jara, Crescencio el Mellone Gutiérrez, Héctor el Chale Hernández, Guillermo el Tigre Sepúlveda, Francisco "Panchito" Flores, Ignacio Salas, Juan el Xochimilca González, José Luis el Niño Cuéllar, Salvador Ochoa | Javier de la Torre      |
| 06  | 1963/64       | 2:0 gegen Nacional im Estadio Jalisco am 29. Dezember 1963                   | Francisco Jara, Salvador Reyes                                                                            | Ignacio el Cuate Calderón – Arturo el Cura Chaires, Guillermo el Tigre Sepúlveda, José el Jaimaicón Villegas – Juan el Bigotón Jasso, Agustín Moreno – Javier Barba, Isidoro el Chololo Díaz, Salvador Chava Reyes, Héctor el Chale Hernández, Francisco Jara                                                       | Jaime el Tubo Gómez, Sabás Ponce, Javier Valle, Javier el Cabo Valdivia, José Luis el Zurdo Pérez, Ignacio Sevilla, Raúl la Pina Arellano. Carlos el Cuate Calderón, Ignacio Salas | Javier de la Torre      |
| 07  | 1964/65       | 1:1 gegen Nacional im Estadio Jalisco am 20. Dezember 1964                   | Isidoro Díaz                                                                                              | Gilberto el Coco Rodríguez – Arturo el Cura Chaires, Guillermo el Tigre Sepúlveda, José el Jaimaicón Villegas – Juan el Bigotón Jasso, Agustín Moreno – Javier Barba, Isidoro el Chololo Díaz, Salvador Chava Reyes, Héctor el Chale Hernández, Javier el Cabo Valdivia                                             | Ignacio el Cuate Calderón, Carlos el Cuate Calderón, Francisco Jara, Sabás Ponce, Fernando el Ameca Vera, Ignacio Sevilla, Javier Valle, Ignacio Salas, Manuel Sánchez, Alberto Guerra, Jesús Trelles | Javier de la Torre      |
| 08  | 1969/70       | 1:0 gegen Atlante im Estadio Jalisco am 17. Dezember 1969                    | Alberto Onofre                                                                                            | Ignacio el Cuate Calderón – Arturo el Gallo Jáuregui, Gregorio Villalobos, Jaime López, José el Jaimaicón Villegas – Alberto Onofre, Sabás Ponce, Carlos el Cuate Calderón (76. Min. Pedro Herrada) – Javier el Cabo Valdivia, Francisco Jara, Salvador Espinoza (58. Min. Raúl el Willy Gómez)                     | Gilberto el Coco Rodríguez, Arturo el Cura Chaires, Raúl Monroy, Fausto Vargas, Antonio Valdivia, Juan Manuel Olague, Aurelio Martínez | Javier de la Torre      |
| 09  | 1986/87       | 3:0 gegen Cruz Azul im Estadio Jalisco am 7. Juni 1987 (Hinspiel 1:2)        | Eduardo de la Torre (2) und Fernando Quirarte (im Rückspiel); Luis Antonio Valdez (im Hinspiel)           | Javier el Zully Ledesma – Sergio Lugo, Demetrio Madero, Fernando Quirarte, José el Pelon Gutiérrez – Guillermo el Wendy Mendizábal, Omar Arellano Nuño, José Manuel el Chepo de la Torre – José Concepción Rodríguez, Benjamín Galindo, Eduardo el Yayo de la Torre, Luis Antonio el Cadáver Valdez                 | Fernando el Pillo Dávalos, Luis Manuel Díaz, Omar Arellano Nuño, José Manuel el Pituko López, Ángel Torres, Celestino Morales, Estefano Rodríguez, Alfredo Rodríguez Mitoma, José Luis el Puma Rodríguez, Ricardo Cruz Verde, Francisco Javier Fierro, Néstor de la Torre, Alejandro Guerrero, Saúl Ibarra, José García, Jaime Pajarito, Alejandro Arce, Sergio Romero | Alberto Guerra          |
| 10  | Verano 1997   | 6:1 gegen Toros Neza im Estadio Jalisco am 1. Juni 1997 (Hinspiel 1:1)       | Gustavo Nápoles (4), Manuel Martínez und Paulo César Chávez (im Rückspiel); Manuel Martínez (im Hinspiel) | Martín el Pulpo Zuñiga – Noe Zárate, Claudio Suárez, Joel el Tiburón Sánchez, Camilo Romero – Alberto Coyote, Ramón Ramírez (Missael Espinoza), Paulo César el Tilón Chávez – Manuel el Matador Martínez, (Guillermo el Campeoncito Hernández), Gustavo el Gusano Nápoles, Ignacio Vázquez (Felipe de Jesús Robles) | Gabriel García, Jorge el Remi Arreola, Eduardo Fernández, Héctor el Pirata Castro, Sergio Pacheco, Salvador Mercado | Ricardo Ferretti        |
| 11  | Apertura 2006 | 2:1 gegen Toluca im Estadio Nemesio Díez am 10. Dezember 2006 (Hinspiel 1:1) | Francisco Javier Rodríguez und Adolfo Bautista (im Rückspiel); Omar Bravo (im Hinspiel)                   | Oswaldo Sánchez – Diego Martínez, Héctor Reynoso, Jonny Magallón, Francisco Javier Rodríguez – Ramón Morales (Omar Esparza), Patricio Araujo, Gonzalo Pineda – Alberto Medina (Sergio Santana), Adolfo Bautista, Omar Bravo                                                                                         | Luis Ernesto Michel, Alfredo Talavera, José Antonio Patlán, Edgar Mejía, Roberto Rivera, Juan Pablo Rodríguez, Sergio Ávila, Manuel Sol, Emilio López, Max Pérez, Edgar Iván Solís, Chicharito, Edwin Borboa, Juan Manuel Garza, Jesús Padilla, Jesús Morales, Renato Rivera, Marco Antonio Parra                                                                      | José Manuel de la Torre |
| 12  | Clausura 2017 | 2:1 gegen UANL Tigres im Estadio Chivas am 28. Mai 2017 (Hinspiel 2:2)       | Alan Pulido und José Juan Vázquez (im Rückspiel); Alan Pulido und Rodolfo Pizarro (im Hinspiel)           | Rodolfo Cota – Oswaldo Alanís, Carlos Salcido, Jair Pereira, Edwin Hernández – Néstor Calderón (Carlos Fierro), José Juan Vázquez, Orbelín Pineda (Ángel Zaldívar), Rodolfo Pizarro – Jesús Sánchez, Alan Pulido | Miguel Jiménez, Hedgardo Marín, Miguel Ponce, Alejandro Zendejas, Edson Torres, Eduardo López, Michael Pérez, Mauro Contreras, Guillermo Martínez, Carlos Cisneros, Michelle Benítez, Isaác Brizuela, Miguel Basulto, José Godínez | Matías Almeyda          |